# 城东街道 (宿州市)
城东街道，是中华人民共和国安徽省宿州市埇桥区下辖的一个乡镇级行政单位。

## 行政区划
城东街道下辖以下地区：
沱河村、十里村、八里村和津浦村。